# Asian Sevens Series Femenino 2022
El Asian Sevens Series Femenino de 2022 fue la vigésimo segunda temporada del circuito de selecciones nacionales femeninas asiáticas de rugby 7.
El campeón y subcampeón del torneo clasificaron al Challenger Series 2023.

## Calendario
| Torneo                         | Ciudad  | Fecha                | Campeón |
| ------------------------------ | ------- | -------------------- | ------- |
| Seven Femenino de Bangkok 2022 | Bangkok | 22 - 23 de octubre   | China   |
| Seven Femenino de Incheon 2022 | Incheon | 12 - 13 de noviembre | Japón   |
| Seven Femenino de Ajman 2022   | Ajman   | 26 - 27 de noviembre | China   |

## Tabla de posiciones
| Pos | País       | THA | KOR | UAE | Puntos |
| --- | ---------- | --- | --- | --- | ------ |
| 1   | China      | 12  | 10  | 12  | 34     |
| 2   | Japón      | 10  | 12  | 10  | 32     |
| 3   | Tailandia  | 8   | 8   | 8   | 24     |
| 4   | Hong Kong  | 7   | 5   | 7   | 19     |
| 5   | Kazajistán | 5   | 7   | 5   | 17     |
| 6   | Filipinas  | 2   | 2   | 4   | 8      |
| 7   | Malasia    | 4   | 1   | 2   | 7      |
| 8   | Sri Lanka  | -   | 4   | 1   | 5      |

| Bandera de la República Popular China |
| Campeón China                         |
| Sexto título                          |